# 芝崎プロポーションクリニック
芝崎プロポーションクリニック(しばさきプロポーションクリニック、shibasaki proportion clinic)は東京都港区にクリニックをおく、骨格矯正中心とした企業。	

## 概要
1994年6月設立。骨格矯正、美容整体を行う「芝崎プロポーションクリニック」や骨格矯正スクール「芝崎美容整体学院」を運営する。TBS『ワンダフル』にて骨格矯正を行う。また健康器具などの通信販売を行っており、2011年9月13日骨盤ベルトについて産経新聞に取り上げられる。ピップ株式会社のホームページにて腰痛についての調査を発表する。

## 交通
- 東京メトロ銀座線/千代田線/半蔵門線表参道駅より徒歩5分
- 東京メトロ銀座線外苑前駅より徒歩8分